# Mama (Yucatán)

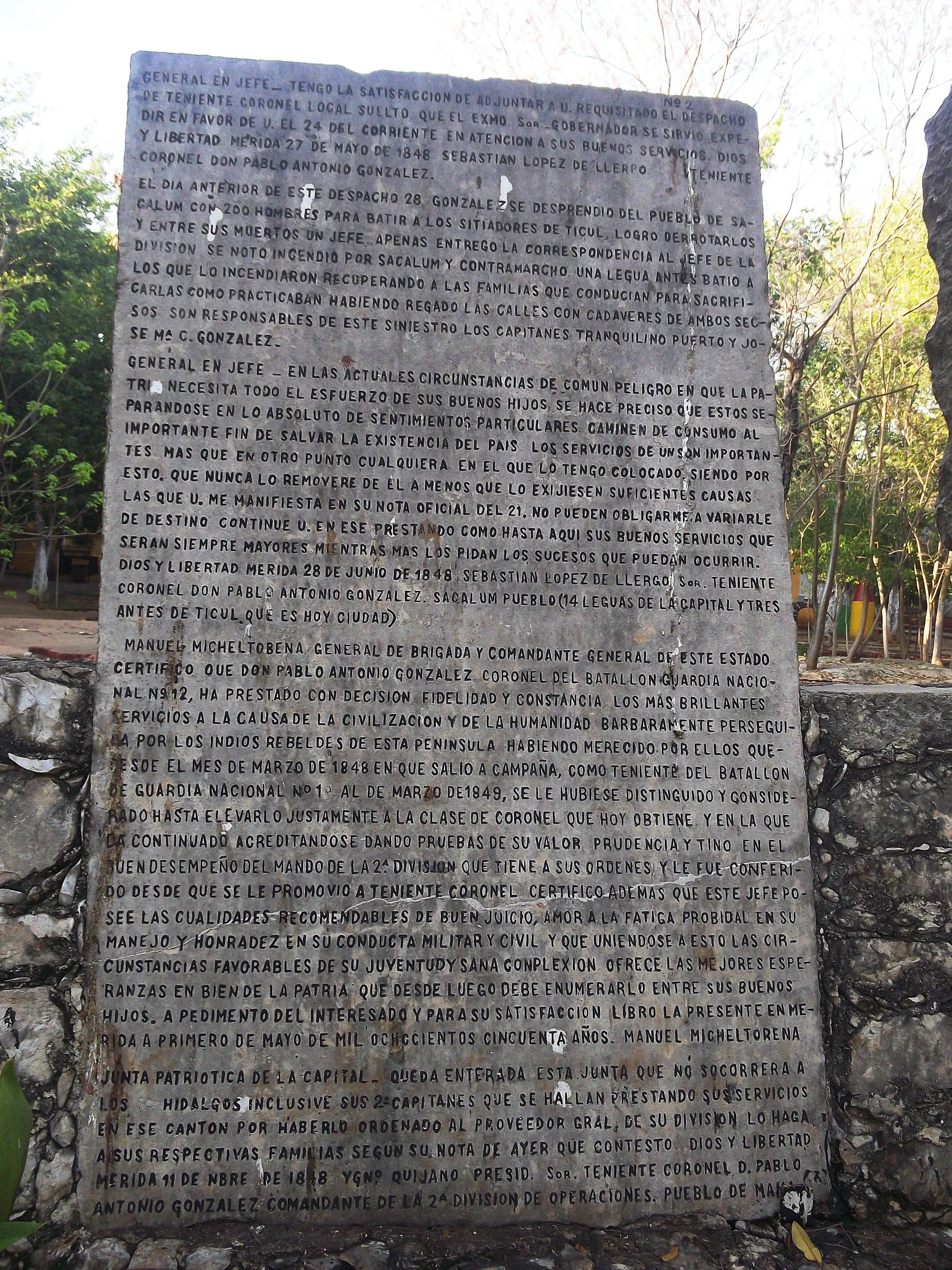
Piedra grabada que narra un episodio de la Guerra de Castas ocurrido en Mama.

Mama es una localidad situada en el estado de Yucatán, en México. Según el censo de 2020, tiene una población de 3189 habitantes.
Es la cabecera del municipio homónimo.

## Toponimia
El término ma significa en lengua maya no. Existen distintas opiniones en el sentido de que el término está vinculado con lo materno, pero aparentemente esta sería una versión infundada, toda vez que el nombre es de origen prehispánico. Los españoles, que respetaron el término como nombre de la localidad maya, sí aplicaron una cierta vinculación entre el término "mama" sin acento y la palabra "mamá" (la madre).
Más recientemente, con el proceso de transculturización que se ha dado a través de los siglos, resulta que algunos indígenas se refieren a la madre como mama (sin acento), con lo cual la confusión etimológica del nombre del municipio se amplía.
Según el Diccionario Maya-Español de Cordemex, compilado por don Alfredo Barrera Vásquez, el vocablo Mama es simplemente el toponímico, señalándose que mam puede estar referido al abuelo materno.

## Localización
El pueblo de Mama está a una distancia de 57 km al sureste de la ciudad de Mérida, capital del estado de Yucatán.

## Datos históricos
Sobre la fundación de Mama no hay datos exactos, aunque se sabe que la población existía antes de la llegada de los españoles en el siglo XVI. 
Antes de la conquista de Yucatán, Mama perteneció al cacicazgo de Tutulxiú. La población formó parte de la encomienda a cargo de Juan Aguilar, en 1580.